# Oszlár
Oszlár é um município da Hungria, situado no condado de Borsod-Abaúj-Zemplén. Tem 5,71 km² de área e sua população em 2015 foi estimada em 357 habitantes.